# Sienna
Sienna  è un nome proprio di persona inglese femminile.

## Varianti
- Femminili: Siena[1][2]

## Origine e diffusione

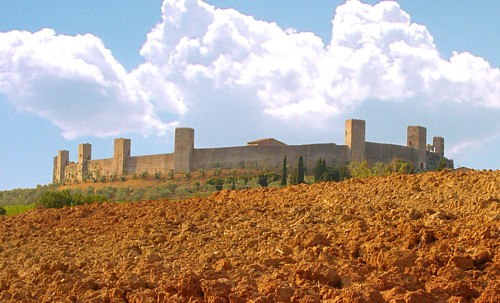
Terreno argilloso a Monteriggioni (SI) di colore terra di Siena bruciata

Le prime istanze del nome, nella forma Siena, sono ottocentesche; si trattava di una diretta ripresa del nome della città toscana di Siena, e almeno all'inizio è plausibile che venisse dato a bambine nate lì. Quella che oggi è la forma più diffusa, Sienna, richiama il termine inglese della terra di Siena, una gradazione di colore rosso-arancio che deve il suo nome sempre alla città (la cui argilla ha questo colore).
L'etimologia del toponimo è assai incerta; in epoca romana la città era chiamata Saena Julia, e secondo una leggenda prese il nome dal suo fondatore, un tal "Senio", figlio di Remo; al netto di ciò, probabilmente l'origine è etrusca, e quindi indecifrabile, anche se vi è chi tenta un accostamento al nome dei Senoni, una tribù gallica che si stanziò in Italia centrale nell'antichità.

## Onomastico
Si tratta di un nome adespota, ovvero privo di santa patrona, quindi l'onomastico ricade il 1º novembre, festa di Ognissanti.

## Persone

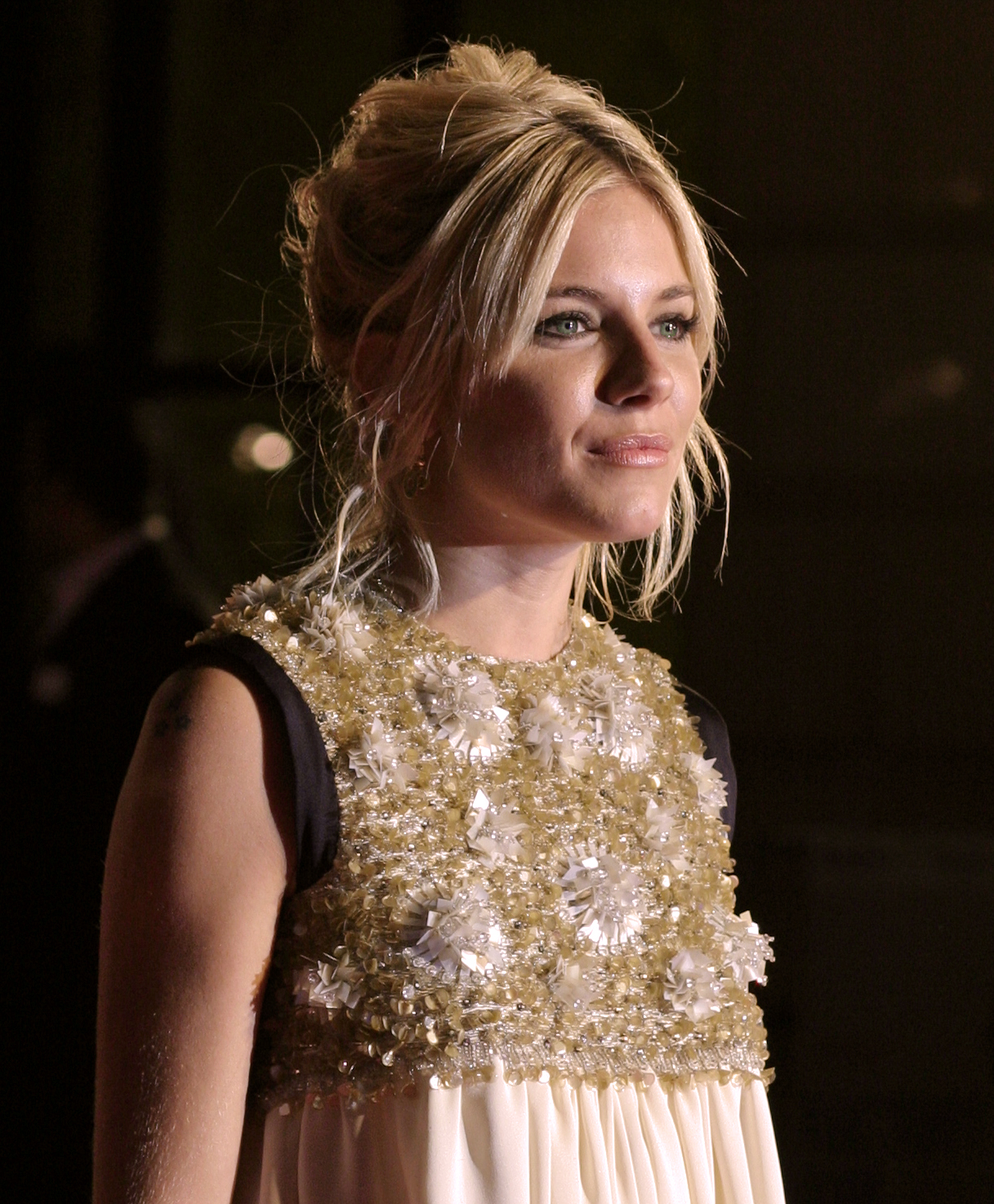
Sienna Miller

- Sienna Guillory, attrice britannica
- Sienna Miller, attrice, modella e stilista britannica
- Sienna West, attrice pornografica statunitense